# Carson Schwesinger
Carson Schwesinger (Moorpark, 24 febbraio 2003) è un giocatore di football americano statunitense che milita nel ruolo di linebacker per i Cleveland Browns della National Football League (NFL).

## Carriera universitaria
Schwesinger disputò 26 partite nelle sue prime tre stagioni a UCLA dal 2021 al 2023, facendo registrare 27 tackle e un sack. Prima della stagione 2024 fu nominato uno dei capitani della squadra. Nel decimo turno mise a segno 13 tackle, un sack e 2 passaggi deviati nella vittoria per 27-20 su Nebraska. La settimana successiva ebbe 7 placcaggi e 2 intercetti nella vittoria su Iowa. Per questa prestazione fu premiato come miglior difensore della settimana della Big Ten Conference. A fine anno fu semifinalista sia del Butkus Award che del Burlsworth Trophy, fu inserito nella formazione ideale della Big Ten e premiato come All-American.

## Carriera professionistica

### Cleveland Browns
Schwesinger fu scelto nel corso del secondo giro (33º assoluto) del Draft NFL 2025 dai Cleveland Browns.